# Tipula (Acutipula) uluguruensis
Tipula (Acutipula) uluguruensis is een tweevleugelige uit de familie langpootmuggen (Tipulidae). De soort komt voor in het Afrotropisch gebied.